# Абідін-Бей

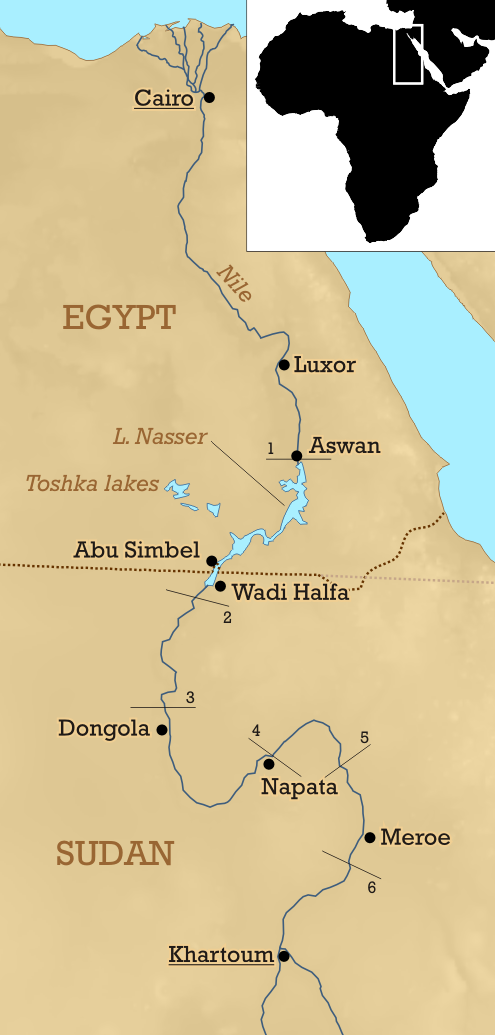
Абідін-бей був першим правителем Донголи

Абідін-Бей аль-Арнаут (бл. 1780—1827) — албанський полководець і політик Єгипту на початку правління паші Мухаммеда Алі. Член основної групи командирів Мухаммеда Алі. Після його смерті на місці його резиденції в Каїрі був побудований палац Абдін. На його честь також було перейменовано район міста.

## Біографія
У 1814 році він очолив кампанію проти ваххабітського руху, але зазнав поразки. Через рік він попередив Мухаммеда Алі про замах на нього, що дало Алі можливість уникнути нападу. До 1820 року, коли його призначили другим командувачем у суданській кампанії, Абідін був губернатором провінції Аль-Мінья. Під час походу відзначився в битві біля аль-Курді.
У квітні 1821 року він став першим губернатором провінції Донгола (приблизно відповідає східній частині сучасного суданського штату Аш-Шамалія). Його палац спроєктував Крістіан Готфрід Еренберг. До головних обов'язків Абідіна входило будівництво складів для постачання військ, що проходили, і обкладання податків області. Система оподаткування Абідін-бея вважалася справедливою і сприяла зниженню ризику повстання в провінції. Однак його проєкт верфі з будівництва вітрильних кораблів для перевезення африканських рабів із Судану до Єгипту виявився невдалим. Політична стабільність Донголи під час правління Абідін-бея вважається незвичною, оскільки повстання були частими на інших нещодавно придбаних територіях Єгипту в 1820-х роках. Після 1825 року він повернувся до Єгипту і через два роки був убитий під час заколоту.